# Joy Ride 2: Dead Ahead
Joy Ride 2: Dead Ahead (titulada Nunca juegues con extraños 2 en España y Argentina, Frecuencia mortal 2 en el resto de Hispanoamérica) es una  película de terror y suspenso de 2008 y secuela de la película de 2001, Joy Ride, La película fue dirigida por Louis Morneau y protagonizada por Nicki Aycox, Nick Zano, Kyle Schmid y Laura Jordan. La película fue lanzada directo a vídeo el 7 de octubre de 2008.
La película fue seguida por una secuela, Joy Ride 3: Roadkill (2014).

## Reparto
- Nicki Aycox como Melissa Scott
- Nick Zano como Bobby Lawrence
- Laura Jordan como Kayla Scott
- Kyle Schmid como Nick "Nik" Parker
- Marcos Gibbon como Rusty Nail

## Desarrollo
Originalmente titulado Joy Ride 2: End of the Road en la obra de promoción, Joy Ride 2: Dead Ahead fue filmado en Columbia Británica, Canadá, en Cache Creek, Kamloops y Vancouver.
Al igual que la película original, Joy Ride 2: Dead Ahead fue producida y distribuida por 20th Century Fox Home Entertainment, aunque a diferencia del original, fue directo a DVD.

## Lanzamiento
La película fue lanzada en DVD el 7 de octubre de 2008 en los Estados Unidos y abrió en el número 9 en la lista de ventas de DVD, por lo que $ 1.492.635 de 62.000 unidades de DVD fueron vendidos. Según las últimas cifras, 200.000 unidades se han vendido, que se traduce en $ 4.307.361 en ingresos. Esto no incluye las ventas de Blu-ray/ DVD en alquiler.